# Madagaskarspreeuw
De Madagaskarspreeuw (Hartlaubius auratus) is een vogelsoort uit de familie Sturnidae die voorkomt op Madagaskar.
1. ↑  (en) Madagaskarspreeuw op de IUCN Red List of Threatened Species.